# São Pedro (Vila do Porto)
São Pedro es una freguesia portuguesa del concelho de Vila do Porto, con 18,49 km² de superficie y 841 habitantes (2001). Su densidad de población es de 45,5 hab/km².